# Sinopterus
 Sinopterus  ist eine Gattung von Kurzschwanzflugsauriern (Pterodactyloidea) aus der Gruppe der Tapejaridae. Fossilien stammen aus der Unterkreide (Aptium) der Jiufotang-Formation (Jehol-Gruppe) in China. Bisher sind drei Arten beschrieben worden, von denen zwei derzeit als gültig betrachtet werden.

## Merkmale
Sinopterus war ein mittelgroßer Kurzschwanzflugsaurier. Das Holotyp-Exemplar von Sinopterus dongi wies eine Flügelspannweite von 1,18 Meter auf, während ein anderes, größeres Exemplar dieser Art (Exemplarnummer D2525) eine Flügelspannweite von etwa 2 Metern erreichte. Ein drittes Exemplar, das früher als Sinopterus gui bekannt war und ein sehr junges Individuum repräsentiert, zeigte eine Flügelspannweite von 0,64 Meter. Das Holotyp-Exemplar der zweiten Art, Sinopterus jii, wird auf eine Flügelspannweite von 1,62 Metern geschätzt.
Der Schädel war verhältnismäßig lang und niedrig und misst beim Holotyp-Exemplar eine Länge von 17 Zentimetern. Er endete in eine schlanke, zahnlose Schnauze mit einem Schnabel aus Horn. Von anderen Vertretern der Tapejaridae unterscheidet sich Sinopterus durch die Form des Schädelkamms, der im vorderen Abschnitt weniger stark ausgeprägt, im hinteren Abschnitt jedoch nach oben gebogen war. Außerdem war das Nasoantorbitalfenster, das vor den Augen gelegene Schädelfenster, kleiner als bei anderen Tapejaridae. Der nach unten gerichtete Kamm des Unterkiefers war flacher als bei verwandten Gattungen.

## Forschungsgeschichte und Arten
Sinopterus wurde 2003 mit der Art Sinopterus dongi von Wang und Zhou erstmals wissenschaftlich beschrieben. Diese Beschreibung basiert auf einem relativ vollständigen Skelett inklusive Schädel. Es handelte sich um den ersten Nachweis eines Vertreters der Tapejaridae außerhalb von Brasilien.
Eine zweite, heute jedoch als ungültig betrachtete Art, „Sinopterus gui“, wurde 2003 von Li, Lü und Zhang aufgestellt. Diese Forscher grenzten die neue Art durch das Vorhandensein eines Notariums, das Fehlen eines Schädelkamms sowie durch einen vergleichsweise kleineren Oberschenkelknochen ab. Kellner und Campos (2007) zeigen jedoch, dass ein Notarium nicht vorhanden war und dass die Länge des Oberschenkelknochens falsch gemessen wurde. Vielmehr handelte es sich laut diesen Forschern um ein sehr junges Exemplar von Sinopterus dongi.
Eine dritte Art, Sinopterus jii, schrieben Wang und Zhou (2007) dieser Gattung zu. Kellner und Campos (2007) bestätigen diese Zuordnung. Diese Art wurde ursprünglich von Lü und Yuan (2005) unter dem Namen „Huaxiapterus jii“ als Typusart der Gattung Huaxiapterus beschrieben.